# Eumenius
Eumenius (Augustodunum, waarschijnlijk geboren tussen 230 en 240 - rond 312) was een uit Gallië afkomstige Romeinse redenaar, ambtenaar, schoolleider en panegyricus (lofredenaar). Hij was de schrijver van een lofrede die bewaard is gebleven in de collectie panegyrieken in de Panegyrici Latini (Pan. Lat. IX).
Eumenius werd geboren in Augustodunum, het huidige Autun, in Oost-Frankrijk, waar hij sinds 296 in ruil voor een  substantieel salaris de Scholae Maenianae leidde. Reeds zijn grootvader, die uit Athene stamde, was een bekende redenaar in Rome en Augustodunum geweest. Eumenius, die in 293 of 298 ook privé-secretaris (magister memoriae trecenarius) van keizer Constantius I Chlorus was, berichtte later in een toespraak, die hij waarschijnlijk in 297 uitsprak, over zijn pogingen om de school in zijn oude glorie te herstellen. Augustodunum was in 269 belegerd en geplunderd door een troepenmacht onder leiding van de Victorinus, de keizer van het Gallische keizerrijk. Deze toespraak, waarin hij ook de toen vier ambterende keizers loofde, is tot de huidige dag in Panegyrici Latini bewaard gebleven. Of hij ook de auteur is van nog meer lofreden uit de Panegyrici Latini is omstreden.
Het is bekend dat Eumenius een zoon had. Hij stierf in 312.